# Ivö
Ivö este o arie protejată (arie specială de conservare — SAC, sit de importanță comunitară — SCI) din Suedia întinsă pe o suprafață de 75,9 ha, integral pe uscat.

## Localizare
Centrul sitului Ivö este situat la coordonatele 56°08′54″N 15°29′30″E / 56.1482°N 15.4918°E.

## Înființare
Situl Ivö a fost declarat sit de importanță comunitară în ianuarie 2002 pentru a proteja un număr necunoscut de specii din flora spontană și fauna sălbatică aflate în arealul zonei. Situl a fost protejat și ca arie specială de conservare în martie 2011.

## Biodiversitate
Situată în ecoregiunile continentală și marină baltică, aria protejată conține 3 habitate naturale: Golfuri mici largi și golfuri puțin adânci, Păduri acidofile de stejar bătrân cu Quercus robur pe câmpii nisipoase, Roci stâncoase cu vegetație pionieră de Sedo-Scleranthion sau Sedo albi-Veronicion dillenii.
La baza desemnării sitului se află un număr nedeclarat de specii protejate.